# Grote Reber
Grote Reber (22. prosince 1911, Wheaton, Illinois – 20. prosince 2002, Ouse, Tasmánie) byl americko-australský astronom, průkopník radioastronomie, tvůrce prvního radioteleskopu na světě.
Svůj přístroj, při jehož sestavování navázal na objev radiového záření hvězd Karla Janskyho (1933), vytvořil roku 1937. Měřil 9,4 metru a až do konce druhé světové války šlo o jediný přístroj svého druhu na světě. Roku 1942 Reber vytvořil první radiovou mapu vesmíru. Zpočátku ovšem jeho radioteleskop byl schopen zaznamenávat jen velmi krátké vlny, kolem 3300 MHz. Později pracoval v pásmu 900 a 160 MHz, kde zjistil, že síla signálů kolísá s periodou hvězdného dne a že tedy nepocházejí ze Slunce. Přitom si povšiml, že z určitých míst vesmíru přicházejí silné signály, aniž by byl znám objekt, který by je vysílal. To byl počátek možnosti objevovat objekty ve vesmíru, aniž bychom je byli schopni spatřit dalekohledem.
Roku 1947 i se svým radioteleskopem odjel do Virginie v Austrálii. Zároveň se stal ředitelem americké Experimental Microwave Research Section. Roku 1951 na Havaji postavil nový radioteleskop, který byl již schopen zaznamenávat i delší vlny (5 až 14 m). Roku 1954 začal pracovat pro Commonwealth Scientific and Industrial Research Organization na Tasmánii, neboť to bylo místo obzvlášť vhodné k radioastronomickému výzkumu. Roku 1957 přestoupil do National Radio Astronomy Observatory v Green Bank, v Západní Virginii, kde postavil 141 metrový radioteleskop. Později se ale vrátil na Tasmanii.
Domníval se, že zachytil signály, které popírají jak teorii relativity, tak teorii Velkého třesku. Fyzikální komunita však jeho teorie příliš nepřijala. Přesto získal řadu ocenění a medailí a asteroid 6886 nese jméno Grote.